# Philip Kwame Apagya
Philip Kwame Apagya (Sekondi-Takoradi, 1958) è un fotografo ghanese.
Figlio di un fotografo. Da ragazzo faceva apprendista nello studio del suo padre. Ha studiato fotogiornalismo alla Scuola di Giornalismo ad Accra prima di aprire il proprio studio a Shama, sulla costa occidentale del Ghana. Oggi conosciuto per i suoi ritratti in studio realizzati con coloratissimi fondali in 2D.

## Opere
I ritratti di Apagya sono fatti di fronte agli sfondi dipinti che sembrano essere sospesi tra il realismo e il naive. Entrambi sono irreali ed iperrealistici.
I soggetti si trovano di fronte a un fondale dipinto che ritrae tutto ciò che sognano di avere. False nuove case di campagna in mostra alcune porcellane. Videoregistratori e televisori in armadi-bar, uffici, cucine moderne con frigorifero ben fornito. I suoi clienti, o in alcuni casi modelli professionali, posano come se fisicamente interagiscono con l'ambiente. Un uomo che sembra pronto ad imbarcarsi su un aereo dipinto ad Accra International Airport. Un ragazzo solleva una radio portatile, come per metterlo sullo scaffale di un mobile dipinto e fornito di impianto stereo. Ritratti con un quarto, mezza sorriso perché nessuno in Africa è davvero ingannato dalla finzione ma in un momento glorioso si può avere tutto.
Questi ritratti sono molto divertenti ma sono anche involontariamente preoccupanti a causa della loro visione offerta in un crescenente vuoto culturale.
Come parte della sua lunga pratica in studio fotografico i fondali vengono ridisegnati  frequentemente per stare al passo con le tendenze della moda.

## Mostre
Philip Kwame Apagya è conosciuto in tutto il mondo a causa della sua partecipazione in numerose mostre personali e collettive.
Le sue opere sono state esposte presso il Museo di Fotografia Contemporanea di Chicago, il Sheldon Gallerie d'Arte in Nebraska, nel Philadelphia Museum of Art. Le sue fotografie si trovano in molte collezioni, tra cui il Metropolitan Museum of Art di New York, e lo Studio Museum di Harlem, NY. Anche nella collezione di Jean Pigozzi.

### Mostre personali
- Philip Kwame Apagya Portraits, Galerie Forma Libera, Turin, Italy Philip Kwame Apagya, Disegni Animati, Galerie Louisa delle Piane, Milano, 2000.
- Philip Kwame Apagya, Galerie Schuebbe, Düsseldorf, Germany Apagya Portraits, Iwalewa-Haus, Bayreuth Berlin Portraits by Philip Kwame Apagya, Goethe-Institut, Accra and Ghana National Museum, Accra Philip Kwame Apagya, Alliance Francaise, Bahia, 2002
- Philip Kwame Apagya, Galerie Stähli, Zürich, Germany, 2003.
- Recent Photographs, Jack Shainman Gallery, New York, 2004.
- Rena Branston Gallery, San Francisco, 2005.

### Mostre collettive
- Manifest, Galleria d'Arte Contemporanea, Università di Colorado, Colorado Springs, 2007.
- The Whole World is Rotten, The Arts Center, Cincinnati, OH Joint Venture, Pence Gallery, Davis, CA, 2006.
- Earth and Memory: African and African-American Photograph, Elizabeth Stone Harper Gallery, Presbyterian College, Clinton, SC, 2005.
- Horizons, Voices from Global Africa, Museum of World Culture, Sweden Manufactured Self, The Museum of Contemporary Photography, Chicago, IL, 2004.
- Image and Identity: Portraits by Philip Kwame Apagya, Samuel Fosso, Seydou Keita and Malick Sidibe, The Sheldon Art Galleries, Saint Louis, MO, 2004.
- African Art, African Voices, Philadelphia Museum of Art, Philadelphia, PA, 2004.
- When?, Clifford Chance, New York, NY, 2004.
- Staged Realities: The Studio in African Photography 1870-2004, Michael Stevenson Contemporary, Cape Town, South Africa, 2004.
- Philip Kwame Apagya, Freiburger Film Forum, 2003.
- In faccia al mondo - il ritratto contemporaneo nel medium fotografico, Museo d'arte contemporaneo di Villa Croce, Genova, 2003.
- The Office, The Photographers Gallery, London, United Kingdom, 2003.
- The Public View, Pentagram, London, United Kingdom, 2003.
- Flash Afrique, Düsseldorf, Kunstforum Nordrhein-Westfalen, Germany, 2002.
- IbridAAfricA, hybrid Africa, Cagliari Lazzaretto Sant'Elia NoBorder, Museo della città di Ravenna, 2002.
- Flash Afrique, Wien, Kunsthalle Wien The Leopold Godowsky Jr., 2001.
- Color photography award winners 2000, Boston University, 2001.
- The Vibrant Art of Ghana, Den Haag, 2001.
- Philip Kwame Apagya. Photographer of imagined worlds. Gemeene Museum The Hague Abbild/Depiction, Steirischer Herbst, Graz, 2001
- Porträt Afrika, Berlin, Haus der Kulturen der Welt, Berlin, 2000.
- Expressions africaines, Rennes, Frankreich, Maison International, 2000.
- African Photographers, Antwerpen, 51 Art Gallery - Roger Smulewizc, 2000.
- Snap me one! Studio Photographers in Africa, Amsterdam, Tropenmuseum, 2000.
- Africainside, Groningen, Fries Museum, Noorderlicht-Festival, 2000.
- Africa by Africa. A photographic View, Barbican Art Gallery, London, 1999.
- Snap me one! Studiofotografen in Afrika, Mönchengladbach, Städtisches Museum Abteiberg and Iwalewa-Haus, Bayreuth Magazin, 1999.
- Photo Nacht, Züricher Tagesanzeiger Xtra-Limmat-Haus, Zürich, 1999.
- Retour de Bamako, Galleries FNAC, Paris and Galleries FNAC, Barcelona, Spain Fiera di Venezia, Venedig, Alliance Francaise Fiesta du Sud, Single Exhibit, Marseille, France, 1999.
- Festival des trois continents, Nantes, Frankreich, 1999.
- Snap me one! Studiofotografen Afrika, München, Münchner Stadtmuseum, 1998.
- 3émes Rencontres de la photographie africaine, Bamako, Mali, 1998.
- Das Gesicht Afrikas, Hamburg, Pressehaus Geo Gruner + Jahr, 1997.